# Jak 3
Jak 3 è un videogioco creato dalla Naughty Dog per la PlayStation 2. È il seguito di Jak II: Renegade.
Nel 2012 è stato pubblicato per PlayStation 3 The Jak and Daxter Trilogy, una rimasterizzazione in HD dei primi tre capitoli della saga, portata un anno dopo anche su PlayStation Vita.

## Trama
Il gioco comincia con Jak che viene esiliato nel deserto fuori Haven City, poiché è stato accusato di aver fomentato una rivolta, dal Gran Consiglio di Haven City, guidato dal perfido Conte Veger. Adesso Haven City è divisa tra il Fronte di Liberazione, capitanato da Torn, le Teste di Metallo, sopravvissute alla sconfitta del loro capo, Kor (in Jak II: Renegade), e i Bot della Morte Kremizi. Jak, accompagnato da Daxter e Pecker, sviene per la disidratazione, ma viene trovato da un gruppo di Cacciatori del Deserto, che decidono di portare il gruppo a Spargus City, una città nel deserto nella quale trovano scampo tutti gli esiliati dal dispotico regime di Haven City. Jak e Daxter vengono sottoposti ad una prova di abilità in cui devono affrontare un gruppo di predoni. In quel momento, avviene la trasformazione in Dark Jak ed il ragazzo spazza via in breve tempo tutti i predoni. Nonostante tutti rimangano sconvolti dalla ferocia di Jak, il giovane è accolto nella comunità da Damas, re della città.
Jak e Daxter svolgono vari incarichi per Damas, finché non trovano un ologramma di Errol, che inizialmente non riconoscono a causa delle ferite che aveva riportato in una tremenda esplosione nel precedente capitolo della saga. Jak e Daxter tornano a Spargus, dove incontrano Seem, un monaco, che li informa della comparsa in cielo della Stella del Giorno, che ogni giorno pare avvicinarsi al pianeta sempre più. Seem mostra loro uno strano artefatto Precursor che i monaci avevano trovato. L'oggetto si anima, prende il volo ed esplode. Seem vede in ciò l'approssimarsi di qualcosa di terribile per tutto il pianeta, e cioè l'arrivo dei Creatori oscuri, di cui la Stella del Giorno sarebbe l'astronave madre: essi sono creature che rimodellano e distruggono i pianeti con l'Eco oscuro. I due si recano prima al Tempio Precursor, dove Jak apprende di poter usare anche l'Eco di luce, con il quale può trasformarsi in Light Jak e usare nuovi poteri. Poi, utilizzando un bizzarro mezzo volante, giungono nel vulcano al centro del deserto e sede di numerosi monaci, che però da tempo non danno più notizie. Qui, trovano il cadavere di uno dei monaci e Jak si impossessa di un nuovo potere oscuro: l'invisibilità. Vengono poi contattati da Ashelin, che li prega di tornare subito a Haven City poiché il Fronte di Liberazione sta perdendo la guerra contro le Teste di Metallo ed i Bot della Morte; consegna loro un oggetto, il sigillo di Mar, con il quale Jak potrà aprirsi una strada per arrivare alla città.
Jak e Daxter tornano al Tempio Precursor e raggiungono le catacombe. Una volta superate, i due si imbattono in Veger che aizza contro di loro un enorme Bot Precursor. Sconfitto il Bot, i due arrivano a Haven City, devastata dalla guerra, ed incontrano Samos, il mentore di Jak, e Keira, sua figlia. Giungono nella parte sud della città e si presentano al quartier generale di Torn, ma in quell'istante si attiva un ologramma di Errol, che rivela di essere il capo dei Bot della Morte. Torn affida a Jak il compito di sconfiggere sia Errol che le Teste di Metallo, e di capire che legame ci sia tra loro e i Creatori oscuri. 
Scoprono che Errol si è alleato con i Creatori oscuri e le Teste di Metallo allo scopo di conquistare il pianeta. Jak viene informato da un idolo Precursor che nel centro del pianeta esiste un sistema di difesa planetario in grado di distruggere la nave dei Creatori oscuri, per cui cercano di trovare Errol e prendergli la Sfera di Eco, la chiave per attivare l'arma. Jak e Daxter vanno all'entrata dell'area, sito dove un tempo sorgeva lo Stadio delle corse di Haven City, e da dove si può accedere al sistema di difesa planetario, ma la zona pullula di Creatori oscuri e Teste di Metallo; in loro appoggio, arriva Damas con un potente veicolo, con il quale si apriranno la via attraverso i nemici. Quando sembra che la missione sia felicemente conclusa, i Creatori oscuri colpiscono il veicolo, facendolo capovolgere e lasciando gravemente ferito Damas. In punto di morte, Damas dà a Jak un oggetto che portava al collo suo figlio scomparso molto tempo prima, e fa promettere a Jak di ritrovare il ragazzo. Quando Damas è sul punto di morire, Jak si ricorda del bambino visto in Jak II: Renegade, che era lui da piccolo, il quale poi era stato fatto viaggiare a ritroso nel tempo, cosicché il Jak adulto potesse esistere. Jak si rende dunque conto che Damas era il padre che non aveva mai conosciuto. In quel momento, arriva Veger che rivela a Jak di essere stato la mente diabolica dietro gli esperimenti che gli avevano dato i poteri oscuri, e non Praxis, come invece Jak aveva sempre pensato.
Jak insegue Veger attraverso un passaggio lungo vari chilometri ed i due arrivano alla camera di attivazione dell'arma. Un idolo Precursor offre a Jak di divenire anch'esso un Precursor, ma Veger gli sottrae questo onore minacciandolo con una pistola. In quel momento, si apre una stanza nella quale vi sono tre creature identiche a Daxter che dicono di essere i Precursor! Avevano assunto l'aspetto di creature simili ad angeli perché, altrimenti, nessuno avrebbe mai creduto che fossero degli esseri superiori. Dopo questa rivelazione Veger, con suo grande sgomento, si trasforma in un Precursor, piccolo e arancione. A questo punto, Jak e Daxter iniziano il processo di caricamento dell'arma, ma devono anche impedire che Errol attivi l'esercito di macchine oscure contenuto nella nave dei Creatori oscuri, prima che essa venga distrutta. I Precursor li fanno arrivare sulla nave e i due riescono a far ritardare Errol abbastanza da far sì che il cannone faccia fuoco e colpisca la nave. I due si salvano, ma Errol riesce a prendere una macchina oscura e ad arrivare a terra. Jak colpisce i punti deboli della creatura e sembra che la distrugga, ma la parte superiore si sgancia e si schianta nel Deserto. Jak la scala e si scontra con Errol in un'epica battaglia che lo vede uscire vincitore, poiché individua il punto debole della cabina di pilotaggio della macchina e lo colpisce con il Peace Maker, uccidendo Errol una volta per tutte. Nel finale, si vedono i Precursor offrire a Jak l'opportunità di partire con loro, per fagli vedere i misteri dell'universo, ma Jak rifiuta per rimanere insieme all'amico Daxter.

## Modalità di gioco
Il gioco gode del sistema di codifica audio Dolby Surround Pro Logic II, di un'eccellente scansione progressiva e presenta un selettore 50Hz/60 Hz; inoltre, si può selezionare la risoluzione dello schermo tra 16:9 oppure 4:3. Tutto ciò si traduce in un livello di dettaglio lodevole, sia per i personaggi animati, sia per gli ambienti; gli effetti di luce e le esplosioni sono ben resi, le movenze sono fluide.  Il gioco è reso ancor più pregevole dal doppiaggio italiano, che raggiunge livelli notevoli, dalla colonna sonora coinvolgente, dagli effetti di luce e da filmati introduttivi davvero sorprendenti. Il motore fisico ben gestisce la mole di dati e le conseguenze di un'esplosione, di un colpo a segno sul bersaglio o delle irregolarità del suolo mentre si è alla guida di un veicolo. 
Il sistema di gioco di Jak 3 è rimasto quasi del tutto invariato rispetto al suo predecessore. Il protagonista potrà tirare calci e pugni e utilizzare poteri oscuri. Tuttavia, a differenza del predecessore, si possono notare dei notevoli cambiamenti. È stato ampliato il sistema di vite, che ne aggiunge due ogni volta che Jak guadagna una parte dell'armatura. Viene inoltre ampliato il sistema di armi utilizzabili, arrivando quindi a un totale di 12 armi. Sono stati aggiunti i veicoli, che permetteranno a Jak di sfrecciare velocemente nel deserto (tre di questi vengono sbloccati nel menù dei segreti). Infine, in contrapposizione a Dark Jak, è stata aggiunta la trasformazione di Light Jak.

### Armi
| Serie Armi | Arma                     | Descrizione |
| ---------- | ------------------------ | --- |
| Rosse      | Scatter Gun              | Sprigiona una breve onda di energia. |
| Rosse      | Scuotitore a onde        | Lancia un'onda circolare a 360° (caricabile).                                                                                                 |
| Rosse      | Razzo plasmite           | Lancia un missile che esplode con potenza. |
| Gialle     | Blaster                  | Lancia un raggio laser. |
| Gialle     | Riflettore di raggi      | Lancia un raggio laser, i cui colpi rimbalzano.                                                                                               |
| Gialle     | Incendiatore giroscopico | Lancia un disco che spara a raffica in tutte le direzioni, coprendo una vasta area.                                                           |
| Blu        | Furia Vulcan             | Mitragliatrice dalla rapida cadenza di fuoco.                                                                                                 |
| Blu        | Impugnatura per arco     | Lancia scariche elettriche molto potenti. |
| Blu        | Laser                    | Produce raggi laser autoguidati ad alta velocità.                                                                                             |
| Oscure     | Pacificatore             | Produce sfere di energia esplosive a ricerca (caricabili).                                                                                    |
| Oscure     | Implosore di massa       | Sprigiona un'onda a 360° che blocca gli avversari e li fa fluttuare in aria, rendendoli temporaneamente inoffensivi.                          |
| Oscure     | Supernova                | L'arma più potente del gioco. Lancia una bomba in grado di produrre una piccola esplosione atomica che uccide tutti i nemici nelle vicinanze. |

### Veicoli
- Cucciolo coraggioso
- Squalo di sabbia
- Saltatore di dune
- Scorpiosalto
- Rino
- Cercatore di calore
- Demone di polvere
- Urlatore del deserto

### Poteri
| Trasformazione | Poteri            | Descrizione |
| -------------- | ----------------- | --- |
| Dark Jak       | Bomba oscura      | Di ritorno da Jak II, premi i pulsanti X + quadrato per generare un'onda d'urto tra i nemici.                                                         |
| Dark Jak       | Esplosione oscura | Anche questo di ritorno da Jak II, premi i pulsanti quadrato + X per generare un turbine necessario a distruggere i nemici.                           |
| Dark Jak       | Invisibilità      | Avvicinandoti a una lanterna, premi quadrato per toccarla e per un breve tempo diventerai invisibile, è utile per superare degli ostacoli pericolosi. |
| Dark Jak       | Colpo oscuro      | Di fronte a una porta, premi R1 per generare un'onda d'urto abbastanza potente da distruggere la porta.                                               |
| Light Jak      | Rigenerazione     | Se ti trovi in difficoltà, premi L1 + triangolo per accumulare una quantità di vite.                                                                  |
| Light Jak      | Gelo flash        | Di fronte agli ostacoli molto rapidi, premi L1 + quadrato per rallentare il tempo.                                                                    |
| Light Jak      | Scudo             | Premi L1 + cerchio per attivare una barriera difensiva attorno al giocatore.                                                                          |
| Light Jak      | Volo              | Per superare sporgenze molto alte, premi L1 + X per attivare le ali e volare. Premi X al momento giusto per un volo ottimizzato.                      |

## Doppiaggio
Dati tratti da:
| Personaggio     | Doppiatore originale     | Doppiatore italiano                                   |
| --------------- | ------------------------ | ----------------------------------------------------- |
| Jak             | Mike Erwin               | Claudio Moneta                                        |
| Daxter          | Max Casella              | Daniele Demma                                         |
| Damas           | Bumper Robinson          | Marco Pagani                                          |
| Kleiver         | Brian Bloom              | Tony Fuochi                                           |
| Samos           | Warren Burton            | Giovanni Battezzato                                   |
| Keira           | Tara Strong              | Stefania Patruno                                      |
| Sig             | Phil LaMarr              | Gianni Gaude                                          |
| Torn            | Cutter Mitchell          | Oliviero Corbetta                                     |
| Ashelin         | Susan Eisenberg          | Stefania Patruno                                      |
| Conte Veger     | Phil LaMarr              | Diego Sabre                                           |
| Errol           | David Herman             | Gianluca Iacono                                       |
| Seem            | Tara Strong              | Dania Cericola                                        |
| Pecker          | Chris Cox                | Oliviero Corbetta                                     |
| Tess            | Britton A. Hill          | Cinzia Massironi                                      |
| Vin             | Rob Benedict             | Maurizio Scattorin                                    |
| Jinx            | Cutter Mitchell          | Diego Sabre                                           |
| Oracolo         | Richard McGonagle        | Oliviero Corbetta                                     |
| Capo Precursor  | Richard McGonagle        | Andrea De Nisco                                       |
| Guardie Kremizi | David Herman Phil LaMarr | Riccardo Rovatti Marco Balzarotti Giovanni Battezzato |

## Accoglienza
| Testata                          | Giudizio |
| -------------------------------- | -------- |
| Metacritic (media al 24-05-2020) | 84/100   |
| GameRankings (media al)          | 85.33%   |
| GamePro                          | 4.5/5    |
| GameSpot                         | 8.6/10   |
| IGN                              | 9.6/10   |
| Multiplayer.it                   | 8.2/10   |
| Gaming Target                    | 9.5/10   |
| SpazioGames.it                   | 8.5/10   |

Il gioco ha ottenuto recensioni generalmente positive dalla critica. Su Metacritic ha ottenuto un voto di 84/100, e ha venduto in totale 1,85 milioni di copie.